# Porangatu
Porangatu, amtlich portugiesisch Município de Porangatu, ist eine Mittelstadt im Norden des brasilianischen Bundesstaates Goiás. Sie liegt in der Ökoregion des Cerrado. Die Entfernung zur Hauptstadt Goiânia beträgt 406 km.
Die Gemeinde hatte auf einer Fläche von 4820,5 km² nach der Volkszählung 2010 42.355 Einwohner, die Porangatuenser (portugiesisch porangatuenses) genannt werden. Die Einwohnerzahl wurde nach der Schätzung des IBGE vom 1. Juli 2018 auf 45.151 Einwohner anwachsend geschätzt. Die Bevölkerungsdichte liegt bei 8,8 Personen pro km². Sie liegt an 25. Stelle der 246 Gemeinden Goiás und an 713. Stelle in Brasilien.
Die Stadt ist durch ihre verkehrsgünstige Lage an der Autobahn BR-153 von Belém nach Brasília, die hier einen Teil der Transbrasiliana bildet, die bedeutendste Stadt im Norden von Goiás. Hier konzentriert sich ein großer Teil des brasilianischen Agrarhandels und industrielle Produktionsbetriebe haben sich angesiedelt.

## Stadtverwaltung
Bei den Kommunalwahlen 2012 wurde für die Amtszeit von 2013 bis 2016 Eronildo Valadares von dem Partido do Movimento Democrático Brasileiro (PMDB) als Stadtkpräfekt gewählt. Er wurde bei der Kommunalwahl in Brasilien 2016 von Pedro Joao Fernandes des Partido da Social Democracia Brasileira (PSDB) für die Amtszeit von 2017 bis 2020 abgelöst.
Die Legislative liegt bei der Câmara Municipal, der Stadtverordnetenkammer aus neun gewählten Vertretern.

## Bevölkerungsentwicklung
Quelle IBGE (Angabe für 2018 ist lediglich eine Schätzung)